# Robert Reid (Eishockeyspieler)
Robert W. Reid (* 21. Dezember 1932) ist ein ehemaliger australischer Eishockeytorwart.

## Karriere
Robert Reid nahm für die australische Nationalmannschaft an den Olympischen Winterspielen 1960 in Squaw Valley teil. Mit seinem Team belegte er den neunten und somit letzten Platz. Er selbst kam im Turnierverlauf zu fünf Einsätzen. Auf Vereinsebene spielte er für den Blackhawks Ice Hockey Club in Melbourne.